# Ескі-Кишав
Ескі́-Кишла́в (крим. Eski Qışlav, також Ескі́-Киша́в, Бакка́л-Сув, крим. Baqqal Suv, Бакалсу́) — річка в Україні, у Бахчисарайському районі Автономної Республіки Крим. Ліва притока Алми (басейн Чорного моря).

## Опис
Довжина річки 12 км, найкоротша відстань між витоком і гирлом — 8,74  км, коефіцієнт звивистості річки — 1,38 . Річка формується 3 загатами.

## Розташування
Бере початок на північно-західній околиці села Маловидного. Тече переважно на північний захід через Кочергіне і між селами Віліним і Відрадним впадає у річку Альму.

## Притоки
Буранчі-Ічі — права.

## Цікавій факт
- Від витоку річки на південно-східній стороні на відстані приблизно 5,29 км проходить автошлях Н06.